# Melanaphis pyrisucta
Melanaphis pyrisucta är en insektsart. Melanaphis pyrisucta ingår i släktet Melanaphis och familjen långrörsbladlöss. Inga underarter finns listade i Catalogue of Life.